# Кайл Мек
Кайл Мек (англ. Kyle Mack) — американський сноубордист, спеціаліст з біг-ейру та слоупстайлу, олімпійський медаліст, призер чемпіонатів світу. 
Срібну олімпійську медаль Мек виборов на Пхьончханській олімпіаді 2018 року в змаганнях з біг-ейру.

## Зовнішні посилання
- Досьє на сайті FIS [Архівовано 21 квітня 2018 у Wayback Machine.]

## Виноски
1. ↑  Men's big air results